# Rüdiger Roehl
Rüdiger Roehl (* 1942) ist ein Berliner Metallbildhauer.
Nach seiner Ausbildung als Kunstschmied bei Fritz Kühn studierte Rüdiger Roehl bis Ende der 1960er Jahre an der Kunsthochschule Burg Giebichenstein Bildhauerei, Fachrichtung Metallgestaltung. In den 1970er Jahren ließ er sich in Berlin nieder und eröffnete zusammen mit Jan Skuin und Gerd Werner 1973 eine Metallkunst-Werkstatt in Berlin-Bohnsdorf.
In Berlin verwirklichte Roehl zahlreiche Metallskulpturen im öffentlichen Raum wie in Treptow und Baumschulenweg als auch Kirchenschmuck wie die Ausgestaltung in der Biesdorfer Versöhnungskirche.

## Ausstellungen (Auswahl)
- 1992: Von Pappe und Eisen, Wolf Leo mit Rüdiger Roehl im studio bildende kunst, Berlin-Treptow[3]
- 1992: Werke von Roehl und Jan Skuin im Hotel Brandenburger Hof[3]
- 1993: Figuren vereint im Widerspruch, Rüdiger Roehl und Jan Skuin, in der Galerie Alter Markt, Berlin-Köpenick[3]
- 2011: Zusammen mit den Berliner Metallkünstlern Jürgen Steinau (* 1953), Olaf Haacke (* 1951) und Lutz Holland (1934–2012), die alle ebenfalls ihre Ausbildung auf Burg Giebichenstein absolvierten, wurde im Jahre 2011 unter dem Titel Metall – Kunst – Handwerk eine Werkausstellung im Kunstgewerbemuseum auf Schloss Köpenick veranstaltet.[4]

## Werke (Auswahl)
- 1984: Musikspiel[5]
- 1985–1987: Hauszeichen in Berlin-Marzahn, Blumberger Damm/ Glambecker Ring/ Grumsiner Straße.
Blumberger Damm 202: Mann mit Vogel und Fisch (nicht erhalten), Glambecker Ring 20/22: Sportler (nicht erhalten), Glambecker Ring 69: Teufel mit Hampelmann, Grumsiner Straße 12: Mann mit Vogel (nicht erhalten)[6]
- 1986: Seerosenbrunnen, Bronze, Rüdiger Roehl und Jan Skuin in Berlin-Friedrichshain, Friedenstraße 68, Ecke Palisadenstraße[5]
- 1987: Windspiel, Stahl, in Berlin-Weißensee, Schönstraße 80, auf dem Gelände der Park-Klinik Weißensee[5]
- um 1987: Haupttür vom Rathaus Marzahn am Helene-Weigel-Platz, zusammen mit Jan Skuin.
Die zweiflügelige Tür am Haupteingang bestand aus Eisen, Kunststoff und Glas und stellte stilisierte Pflanzenteile dar. Der Verbleib des Kunstwerkes ist nicht bekannt.[7]
- um 1991: Altarbild „Der Gekreuzigte“, in Berlin-Biesdorf
- um 1991: Antependium und Altartisch
- um 1991: Ambo und Taufschale
- 1993: Gestaltung des Vorplatzes einer Seniorenresidenz in Berlin-Friedrichshagen, zusammen mit Jan Skuin[1]
- 1994: Torskulptur, Edelstahl in Berlin-Wedding, Zeppelinplatz[5]
- 1994: Wasserspeier, Metallbleche, in Berlin-Baumschulenweg, Baumschulenstraße[5]
- 1995: Neugestaltung des Grabmals für den Architekten des Berliner Schlosses Friedrich August Stüler auf dem Dorotheenstädtischen Friedhof in Berlin-Mitte[1]
- 1995: Drei Stelen in Berlin-Johannisthal, Sterndamm, Stahl und Holz[8][9]
- 1996/1997: Kopf, Edelstahl und Plexiglas, in Berlin-Oberschöneweide, Adlergestell 133[5]
- 1999: Mahnmal für 15 Treptower Maueropfer (zusammen mit Jan Skuin), 1999, in Berlin-Plänterwald am Grünzug Heidekampgraben, Ecke Kiefholzstraße
Inschrift: „In Treptow starben fünfzehn Menschen an der Berliner Mauer. Unter den Opfern waren 2 Kinder. Jörg Hartmann, 10 Jahre alt und Lothar Schleusener, 13 Jahre alt, erschossen am 14. 3. 1966V.“
- 2000: Denkmal für die letzten Kriegstoten bei Kriegsende 1945, Massengrabanlage Alter Garnisonfriedhof in Berlin-Mitte, gemeinsam mit Jan Skuin[1]
- 2005/2006: Kunstinstallation Steckenpferd träumt mit dem Regenbogen (zusammen mit Jan Skuin), in Berlin-Marzahn, Havemannstraße; Metall, Bronze, Edelstahl und Kupferblech
Eine 7 Meter hohe Konstruktion in Form und Farbe einem Regenbogen nachempfunden, trägt an der Spitze einen Pferdekopf, unter dem ein Steckenpferd im Wind schaukelt. Das Kunstwerk markiert die Ahrensfelder Terrassen, durch Rückbau von Plattenbauten entstandene Wohngebäude.[10]

## Galerie

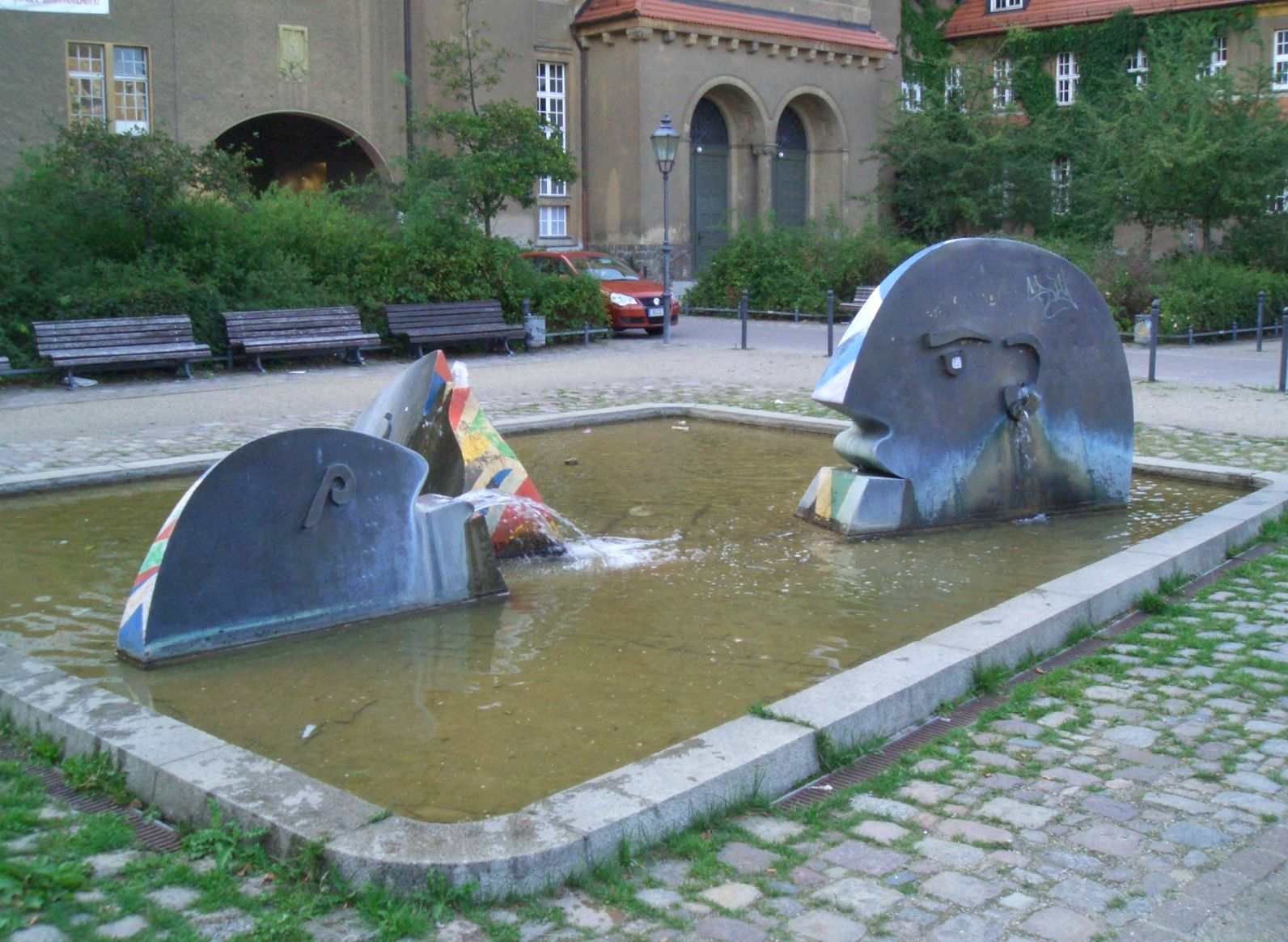
Wasserspeier Trio, (1994) Berlin-Baumschulenweg
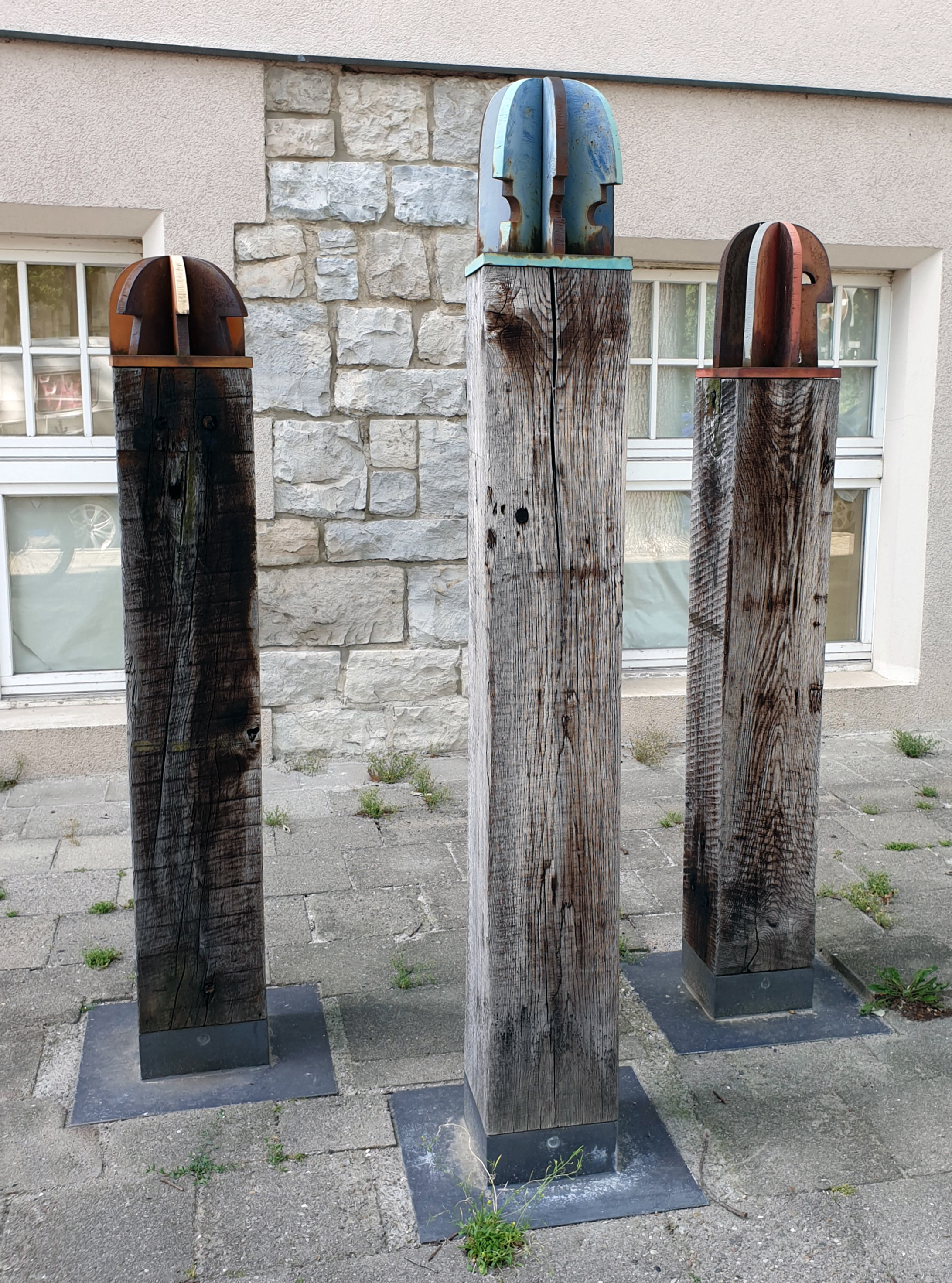
Drei Stelen, (1995) Berlin-Johannisthal
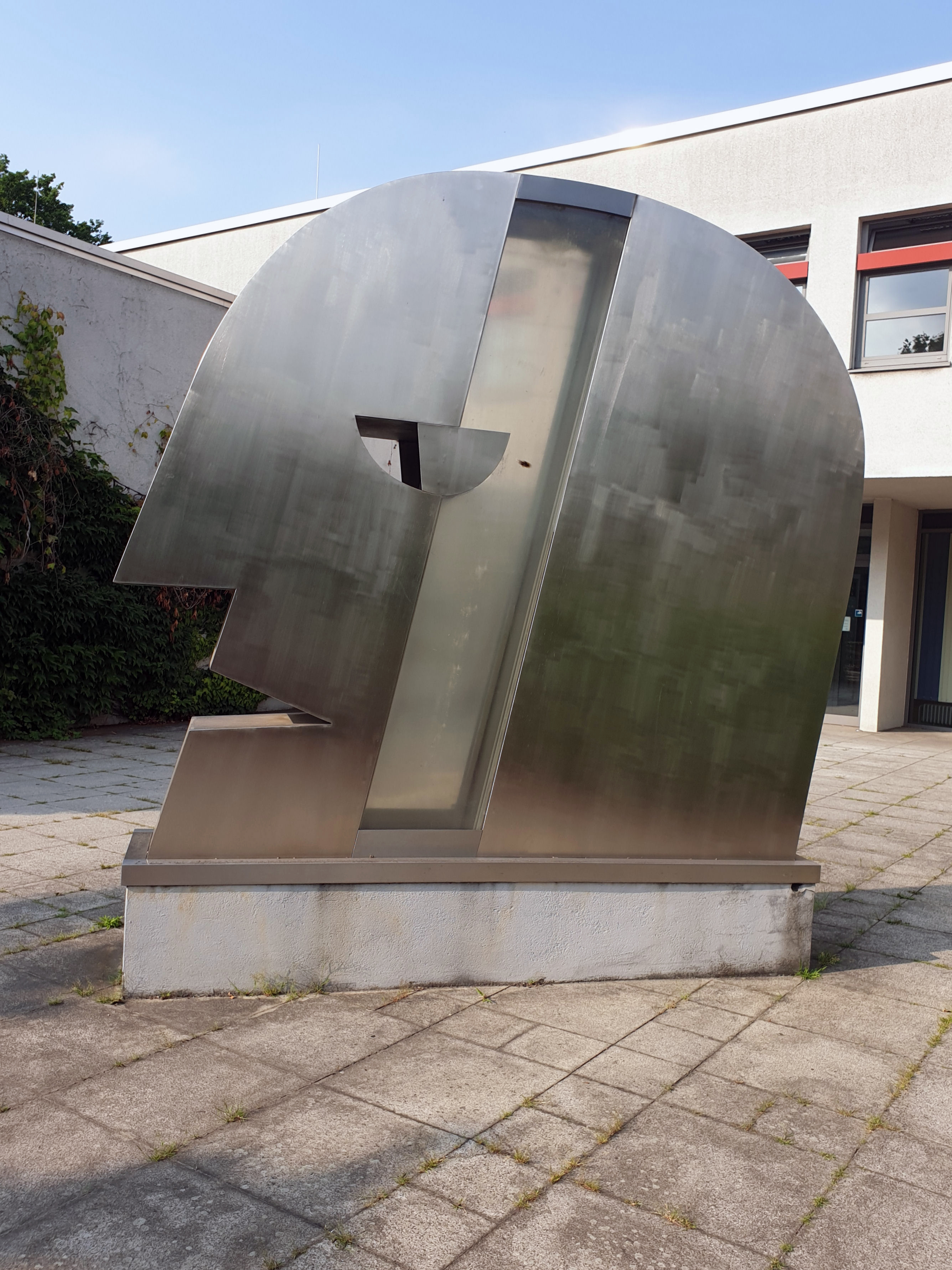
Kopf, (1997) Berlin-Adlershof
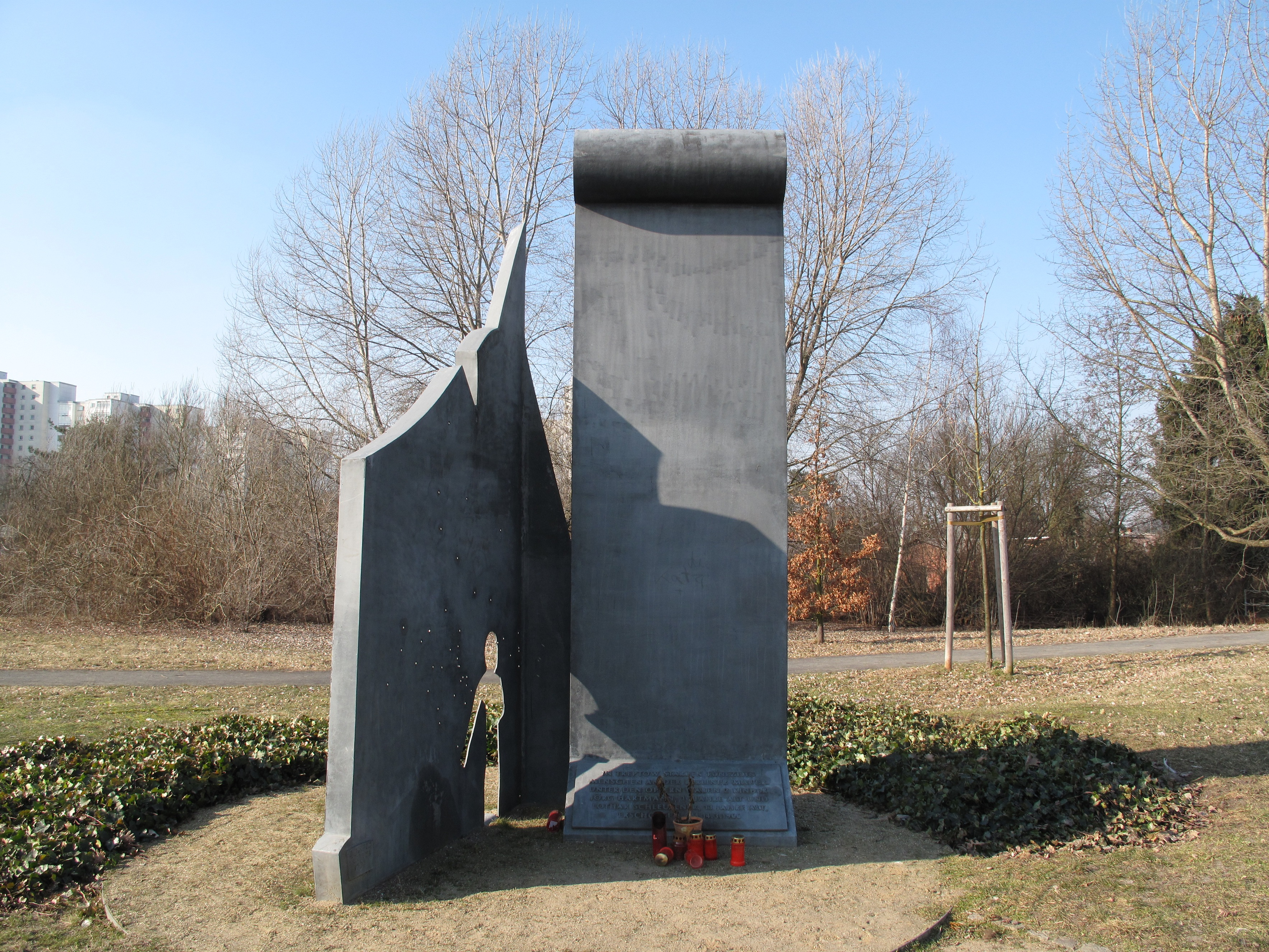
Treptower Maueropfer von Rüdiger Roehl und Jan Skuin, (1999) Berlin-Plänterwald
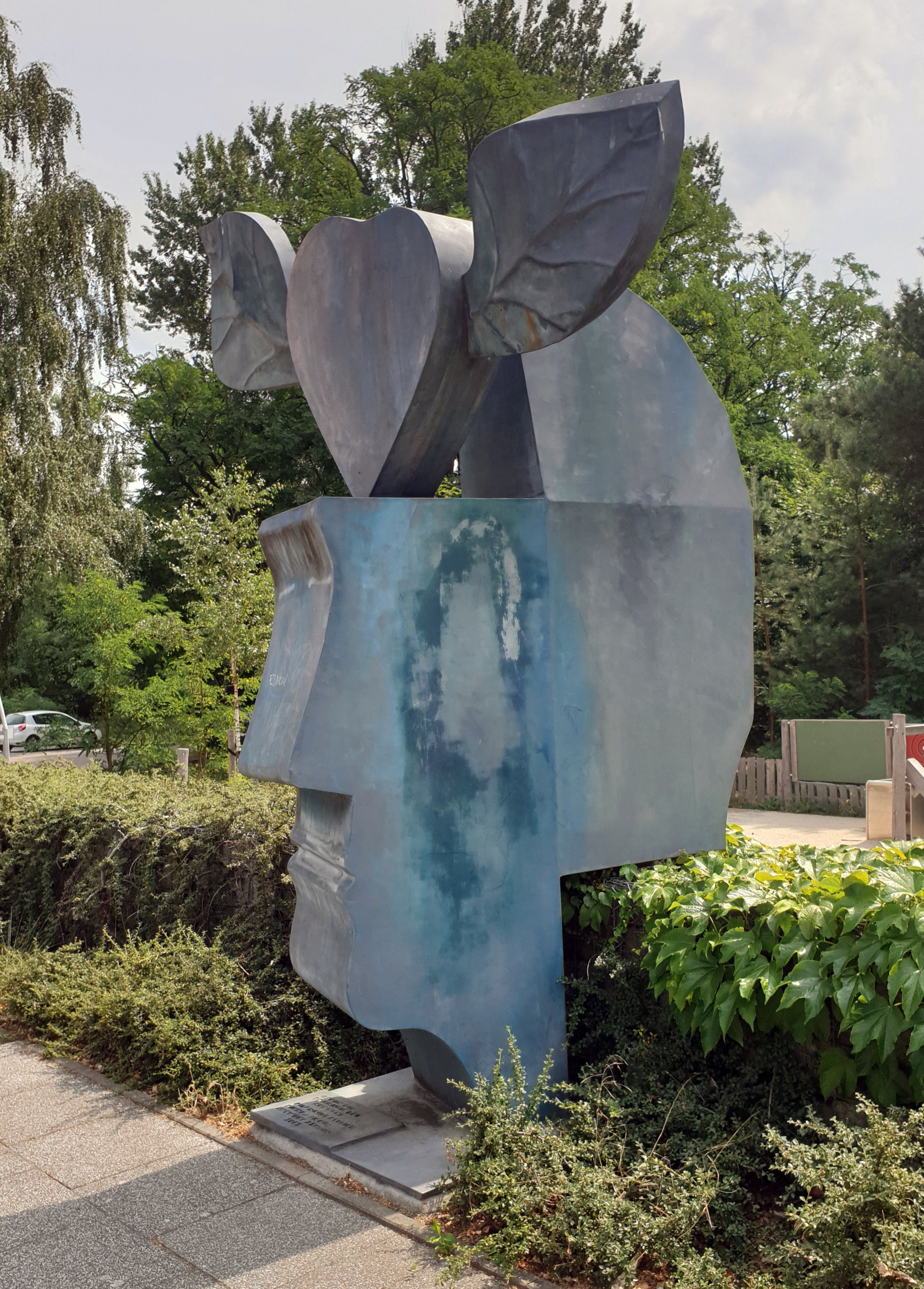
Gegen die Trägheit des Herzens, (2002) Berlin-Rahnsdorf